# کوریون قافاداریان
کوریون کارویی قافاداریان (ارمنی: Կորյուն Կարոյի Ղաֆադարյան؛ زادهٔ ۹ مهٔ ۱۹۳۶) معمار اهل ارمنستان است.

## زندگی‌نامه
وی در ۹ مه ۱۹۳۶ در ایروان به دنیا آمد و از دانشگاه پلی‌تکنیک ارمنستان فارغ‌التحصیل گشت. وی برنده جوایزی همچون مدال موسس خورناتسی (۲۰۱۱) است.